# Mińsk Mazowiecki
Pour les articles homonymes, voir Mińsk Mazowiecki (homonymie).
Mińsk Mazowiecki (prononciation : [ˈmʲiɲsk mazɔˈvʲɛt͡skʲi]) est une ville polonaise du powiat de Mińsk de la voïvodie de Mazovie dans le centre-est de la Pologne.
Elle est le siège administratif (chef-lieu) de la gmina de Mińsk Mazowiecki et du powiat de Mińsk.
Elle se situe à environ 38 kilomètres à l'est du centre de Varsovie (capitale de la Pologne).
La ville couvre une surface de 13,18 km2 et comptait 40 297 habitants en 2022.

## Histoire
Établi comme village au XIVe siècle, Mińsk Mazowiecki a obtenu son statut de ville le 29 mai 1421.
De 1975 à 1998, la ville appartenait administrativement à la voïvodie de Siedlce.

## Climat
La ville a un climat tempéré frais.
| Mois                              | jan. | fév. | mars | avril | mai  | juin | jui. | août | sep. | oct. | nov. | déc. | année |
| --------------------------------- | ---- | ---- | ---- | ----- | ---- | ---- | ---- | ---- | ---- | ---- | ---- | ---- | ----- |
| Température minimale moyenne (°C) | −4   | −4   | −1   | 3     | 8    | 12   | 13   | 13   | 9    | 5    | 1    | −3   | 7,5   |
| Température maximale moyenne (°C) | −1   | −2   | 6    | 13    | 19   | 22   | 24   | 23   | 18   | 12   | 5    | 1    | 16    |
| Précipitations (mm)               | 16,5 | 20,3 | 22,1 | 29,2  | 34,3 | 48,8 | 57,7 | 38,4 | 35,3 | 25,1 | 27,9 | 23,9 | 379,5 |

## Démographie
Données du 30 juin 2004 :
| Description        | Total  | Total | Femmes | Femmes | Hommes | Hommes |
| ------------------ | ------ | ----- | ------ | ------ | ------ | ------ |
| Unité              | Nombre | %     | Nombre | %      | Nombre | %      |
| Population         | 37544  | 100   | 19684  | 52,4   | 17957  | 47,8   |
| Densité (hab./km²) | 2861   | 2861  | 1500   | 1500   | 1368   | 1368   |

## Occupation de la surface
Pour une superficie totale de 13,18 km², cela représente :
- Résidentiel : 30 %
- Industriel : 6 %
- Communication (routes, chemin de fer, etc.) : 15 %
- Agriculture : 29 %
- Parc : 5 %
- Autres : 15 %

## Personnalités
- Leïb Rochman (1918-1978), journaliste et écrivain yiddish
- Jacques Kalisz (1926-2002), architecte français
- Victor Prus (1917-), architecte québécois
- Marek Piotrowski, champion du Monde de Kickboxing
- Julian Grobelny (1893-1946), socialiste polonais, résistant et président de la commission d’aide aux Juifs polonais.
- Rafał Jackiewicz, boxeur
- Stefan Żeromski (1864-1925), écrivain

## Relations internationales

### Jumelage
La ville de Mińsk Mazowiecki est jumelée avec :
- Krnov (Tchéquie)
- Borodianka (Ukraine)
- Cori (Italie)
- Orsha (Biélorussie)
- Pefki (Grèce)
- Saint-Égrève (France)
- Telšiai (Lituanie)